# المنصور يحيى بن الأفطس
المنصور يحيى بن الأفطس (المتوفي عام 464 هـ) ثالث حكام بني الأفطس على طائفة بطليوس في عصر ملوك الطوائف بالأندلس. خلف المنصور يحيى والده المظفر بن الأفطس في الحكم بعد وفاته عام 461 هـ. وما أن تولّى يحيى الحكم، حتى ثار عليه أخوه عمر الذي كان واليًا لأبيه على يابرة. اندلعت حرب أهلية بين الأخوين لأعوام إلى أن انتهت بالوفاة المفاجئة للمنصور عام 464 هـ، وانفراد أخيه عمر الذي تلقّب بالمتوكل على الله بالحكم.